# Dido og Aeneas
Dido og Aeneas er en opera af den engelske barokkomponist Henry Purcell med libretto af Nahum Tate. Den første kendte opførelse var på en pigeskole i foråret 1689. Den har tre små akter og varer omkring en time. Nummer: Z. 626 i Zimmermanns fortegnelse. 
Den bygger på Virgils Æneiden, fjerde bog, som fortæller om dronningen af Kartago Dido og den Trojanske flygtning Aeneas. Da Aeneas og hans besætning lider skibrud i Kartago, forelsker dronningen og Aeneas sig. Aeneas er nødt til at rejse, og Dido kan ikke leve uden ham og venter kun på døden.

## Operaens handling
Dido er dronning i Kartago. Hun var gift med sin elskede Sychaos, der blev myrdet af hendes bror. Dido blev så ulykkelig, at hun svor at hun hverken ville forelske sig eller gifte sig igen. Hun bor på slottet med sine tjenestefolk og sin søster/tjenestepige Belinda. Dido er meget ulykkelig, og den altid glade Belinda prøver forgæves at muntre hende op. En dag kommer den unge flotte trojanske prins Aeneas til byen med sine sømand. Han har sejlet i syv år for at finde sig en kone. Han har kæmpet med alverdens monstre og uhyrer og er endelig kommet til Kartago. Han skal finde sig en dronning, for ellers vil Troja forgå.
Dido er i begyndelsen meget negativ mod Aeneas. Aeneas giver hende sin kniv, men hun vil ikke modtage den. Hun er i virkeligheden dybt forelsket i den unge prins, men hun har svoret, at hun aldrig vil gifte sig igen. Til sidst får Belinda hende dog omvendt, og hun forelsker sig i Aeneas. Dette er ønskværdigt for begge parter: Kartago får en mandlig regent, og Troja og Kartago slutter pagt.
I Kartago bor en troldkvinde, som er sygeligt jaloux på Dido. Troldkvinden og hendes slæng forvandler en lille heks til en ånd, som flyver ud og fortæller Aeneas, at han skal tage hjem, for Troja er ved at forgå. Aeneas fortæller Dido det, og hun bliver  rasende. Hun havde brudt sit løfte, og nu vil han rejse fra hende. De kommer i et voldsomt skænderi, der ender med at Dido råber til Aeneas, at han skal forføje sig bort. Alle hendes tjenestefolk bliver så skuffede over Dido, at de forlader hende. Dido søger trøst hos Belinda, men også hun forlader Dido. Ensom og forladt stikker hun sig en kniv i hjertet og kaster sig over et brændende bål, mens Aeneas sejler bort i solnedgangen.